# Decymus Juniusz Brutus
Decimus Juniusz Brutus, Decimus Iunius Brutus (85 p.n.e.–43 p.n.e.) – żołnierz i polityk, podwładny i zaufany Juliusza Cezara. 
W 44 p.n.e. uczestniczył w spisku na jego życie jako jeden z zamachowców. Był drugim, po Oktawianie, spadkobiercą w testamencie Cezara. W 43 p.n.e. walczył z Markiem Antoniuszem pod Mutiną. Po porażce został z jego rozkazu zamordowany.